# Rudolf Rahn
Rudolf Rahn, född 16 mars 1900 i Ulm, död 7 januari 1975 i Düsseldorf, var en tysk diplomat. Under andra världskrigets senare del var han Tysklands befullmäktigade i Italienska sociala republiken.

## Biografi
Rudolf Rahn var son till en notarie. Han studerade statsvetenskap och sociologi vid universiteten i Tübingen, Berlin och Heidelberg och promoverades 1923.
År 1928 blev Rahn attaché vid Auswärtiges Amt och kom tre år senare till den tyska ambassaden i Ankara. Mellan 1938 och 1943 var Rahn verksam vid de tyska ambassaderna Lissabon och Paris samt i Syrien och i Tunisien.
Efter att ånyo varit ambassadör i Paris sändes Rahn i augusti 1943 som tysk ambassadör till Rom. Han hade i uppgift att försöka övertala kung Viktor Emanuel III och Fascismens stora råd att inte sluta separatfred med de allierade.